# Hotel Kaiserhof (Eisenach)

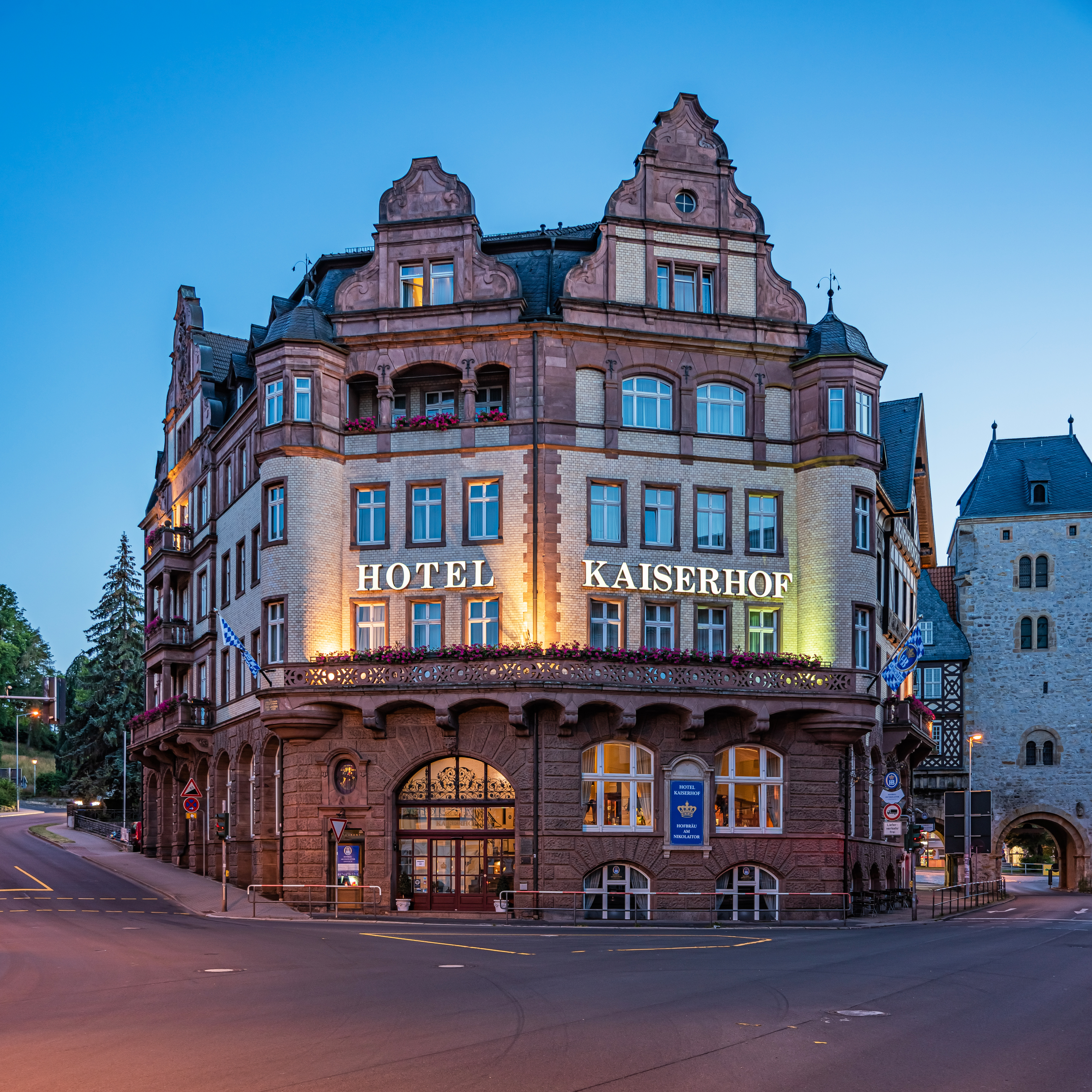
Das Hotel Kaiserhof

Das Hotel Kaiserhof ist ein denkmalgeschütztes Gebäude im Zentrum der Stadt Eisenach in Thüringen.

## Lage
Das Gebäude mit der Anschrift Wartburgallee 2 liegt in unmittelbarer Nähe zum Nikolaitor am Abzweig der Wartburgallee von der Bahnhofstraße.

## Geschichte
Das Hotel Kaiserhof wurde 1895–97 nach einem Entwurf des Berliner Architekten Otto March errichtet und am 19. Dezember 1897 von dem Eisenacher Gastronom Gustaf Franke eröffnet. Es war eines der modernsten Hotels seiner Zeit, welches bereits über eine Garage verfügte.
Am 19. Januar 1901 wurde im Kaiserhof der Verein Deutscher Motorfahrzeug-Industrieller, 1946 umbenannt in Verband der Automobilindustrie, gegründet.
Zum Ende des Zweiten Weltkriegs führte Eisenachs Bürgermeister Rudolf Lotz am 5. April 1945 im Kaiserhof Gespräche zur Übergabe der Stadt an die heranrückende US-amerikanische Armee. Das Hotel diente nachfolgend kurzzeitig als Unterkunft der russischen Kommandantur und wurde 1945 auf Weisung der sowjetischen Besatzungsmacht in Parkhotel umbenannt.
Die Eigentümer wurden enteignet und das Parkhotel der Handelsorganisation unterstellt. Mehrere Hotelzimmer wurden als Büroräume zweckentfremdet, und es setzte ein baulicher Verfall ein. Zeitweise wurde ein gegenüberliegendes Gebäude als Bettenhaus des Hotels genutzt. Erst 1969 erfolgte eine umfassende Renovierung anlässlich des Jubiläums „900 Jahre Wartburg“.
1991 verkaufte die Treuhandanstalt das Hotel an einen privaten Investor, der 1992 die Sanierung des Gebäudes in Angriff nahm und es 1993 unter dem ursprünglichen Namen Kaiserhof wiedereröffnete. Im selben Jahr wurde das Hotel durch einen Anbau, der die Baulücke zum Nikolaitor schloss, erweitert.

## Restaurants
Im Kellergeschoss des Ostflügels an der Wartburgallee befand sich das Tunnel-Restaurant mit Wandmalereien, die wohl Szenen vom nahe Eisenach gelegenen Hörselberge darstellen. In dem 1910–1912 erbauten städtischen Torhaus des Nikolaitores richtete Franke zunächst pachtweise das Weinlokal „Turmschänke“ ein, das bis heute Bestand hat. Es wurde 1994, inzwischen baulich fest mit dem Hotel verbunden, saniert und verfügt über einen Gastraum in dem mittelalterlichen früheren Stadttor. Die Gaststätte „Zwinger“ wurde 1926 im Kellergeschoss des Nordflügels eingerichtet und 1993 als Kellerrestaurant wiedereröffnet.
In den jetzt als Frühstücksraum und Lobby genutzten Räumen waren zu Zeiten der DDR zwei Tanzlokale untergebracht.